# Johnstonův atol
Johnstonův atol (anglicky Johnston Atoll) je neobydlený atol v severním Tichém oceánu, 1320 km jihozápadně od Honolulu, 5450 km jihozápadně od Los Angeles a 5500 km severovýchodně od Nové Guineje. Přestože plocha souše činí pouhé 2,6 km², ostrůvky, které k atolu patří, jsou roztroušeny na ploše 130 km².
Atol se skládá ze čtyř ostrovů: Johnstonův ostrov (Johnston Island), Písečný ostrov (Sand Island), Akau (North Island, Severní ostrov) a Hikina (East Island, Východní ostrov).
Johnstonův atol byl pojmenován po kapitánu Jamesi Johnstonovi, který ho údajně objevil 10. prosince 1807.

## Galerie

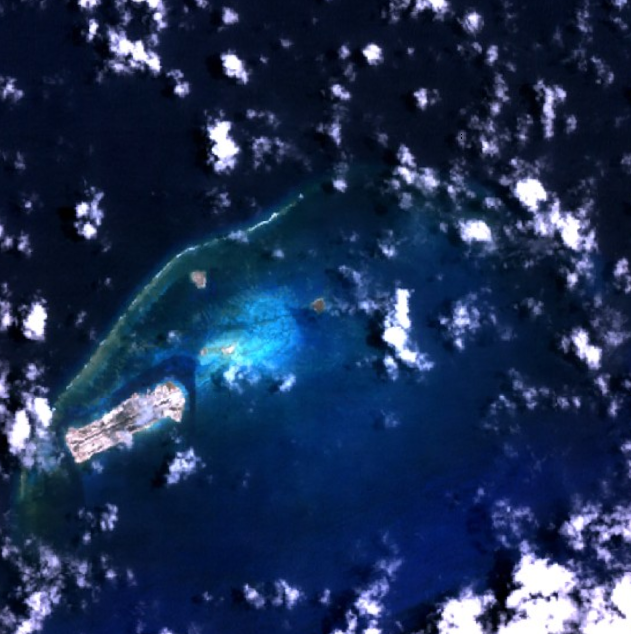
Snímek Johnstonova atolu z vesmíru
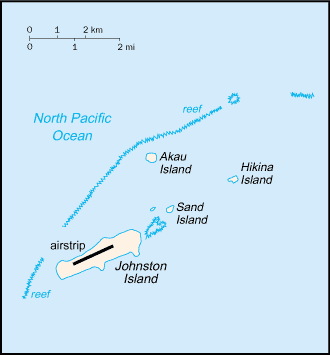
Mapa Johnstonova atolu